# 独立ギリシャ人
独立ギリシャ人（どくりつギリシャじん、ギリシア語: Ανεξάρτητοι Έλληνες, Anexartitoi Ellines, ANEL）は、ギリシャの保守政党。
新民主主義党（ND）に所属しながらルーカス・パパデモス首相（パパデモス内閣）への信任に反対して同党を除名されたパノス・カンメノスによって2012年2月24日に結成され、すぐにNDからの離党者を集めてギリシャ議会に独自の会派を形成した。
政策としては緊縮財政や歳出カットに反対し、ギリシャ経済危機やユーロ危機においてもギリシャと欧州連合（EU）や国際通貨基金（IMF）との債務に関する協定に反対するなど、ポピュリズム的な姿勢を採った。このことから欧州懐疑主義的であり、またカメノスがNDの右派であったことからギリシャの国家主権を強調し保守主義（国民保守主義）的でもある。
結党直後の5月の総選挙では33議席を獲得し躍進したが、連立政権の交渉において非妥協的な姿勢を崩さず、政局の混乱と再度の総選挙を招く一因となった。結局、再選挙においても議席を確保したものの、議席数を20議席に減らし、野党にとどまった。議会で大統領選出に失敗したことを受けて2015年1月に行われた総選挙では、前回選挙をやや下回る13議席に留まったが、同じく緊縮財政反対を掲げ第一党となった急進左派連合との連立政権に参加、党首であるカンメノスが国防相に指名された。
2019年1月13日、マケドニア（現北マケドニア）の国名変更に関する両国間の合意への反対を理由に連立政権から離脱した。しかし、2019年ギリシャ議会総選挙では議席をすべて失った。